# Norrköpings Borgs kyrkokör
Norrköpings Borgs kyrkokör var en blandad kör i Norrköpings Borgs församling, Norrköping som bildades 1913 av organist Sigrid Elisabet Andersson.